# كلارنس كلارك
كلارنس كلارك (بالإنجليزية: Clarence Clark)‏ هو لاعب غولف أمريكي، ولد في 22 سبتمبر 1907 في باولا في الولايات المتحدة، وتوفي في 25 سبتمبر 1974 في أبيلين في الولايات المتحدة.